# Гидромеханизация

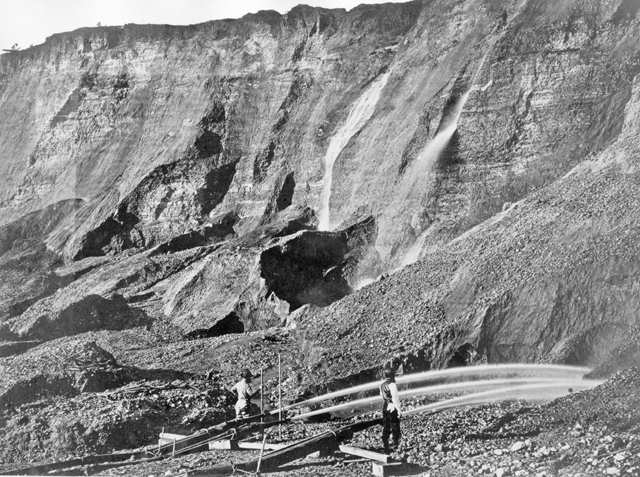
Использование гидромеханизации при добыче золота в Калифорнии. 1850-1870.

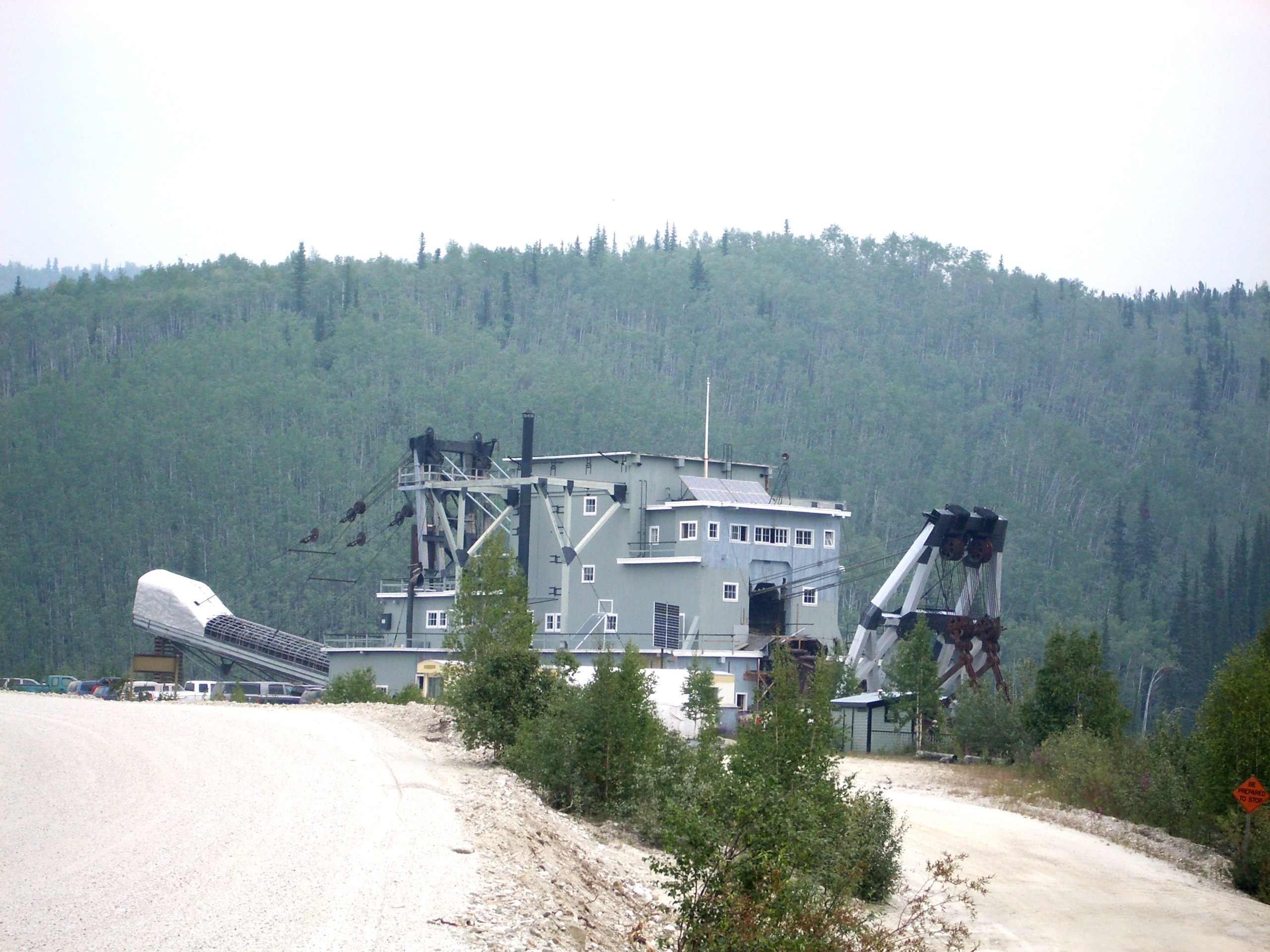
Драга на Юконе

Гидромеханизация, гидромеханизированный метод (от др.-греч. ὕδωρ — вода и др.-греч. mechane — орудие, машина) — способ производства земляных и горных работ, обогащения руды, при котором все или основная часть технологических процессов проводятся энергией движущегося потока воды.
Гидромеханизированным способом разрабатывают рыхлые грунты главным образом в гидротехническом и транспортном строительстве при наличии воды и электроэнергии. Качество намывных земляных сооружений выше, чем насыпных. Плотность грунта в процессе намыва близка к плотности его при естественном залегании.

## История
Энергия воды для строительных и горных работ применяется уже более 2 тыс. лет. В I веке до н. э. в Европе с применением воды велись разработки золотоносных и оловоносных россыпей. Энергию потока часто применяли при проходке каналов, траншей и других ирригационных работах.

## Технологические процессы
Основные технологические процессы:
- разрушение массивов горных пород (гидромониторами, землесосными снарядами или безнапорными потоками воды)
- напорный или безнапорный гидравлический транспорт
- отвалообразование
- Намыв земляных сооружений (дамб, плотин, дорог и пр.) землечерпалками, штанговыми и грейферными снарядами
- Дноуглубительные работы
- обогащение полезных ископаемых, в том числе плавучими машинами (Драгами).

## Водоснабжение гидроустановок
Вода может поступать из рек или озёр без создания водохранилищ (прямое водоснабжение) или с предварительным накоплением воды в водохранилищах.